# Тюбингенский университет

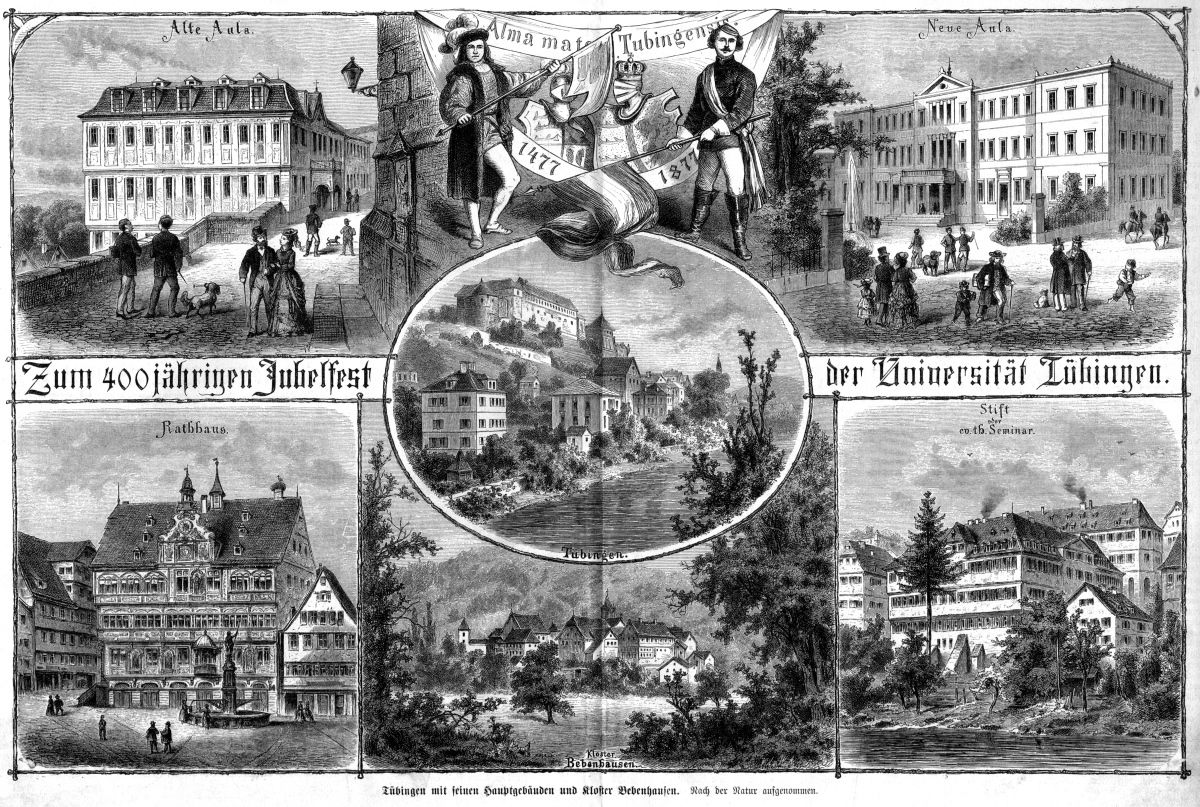
«К 400-летию Тюбингенского университета», гравюра на дереве 49,5 × 26 см (1877)

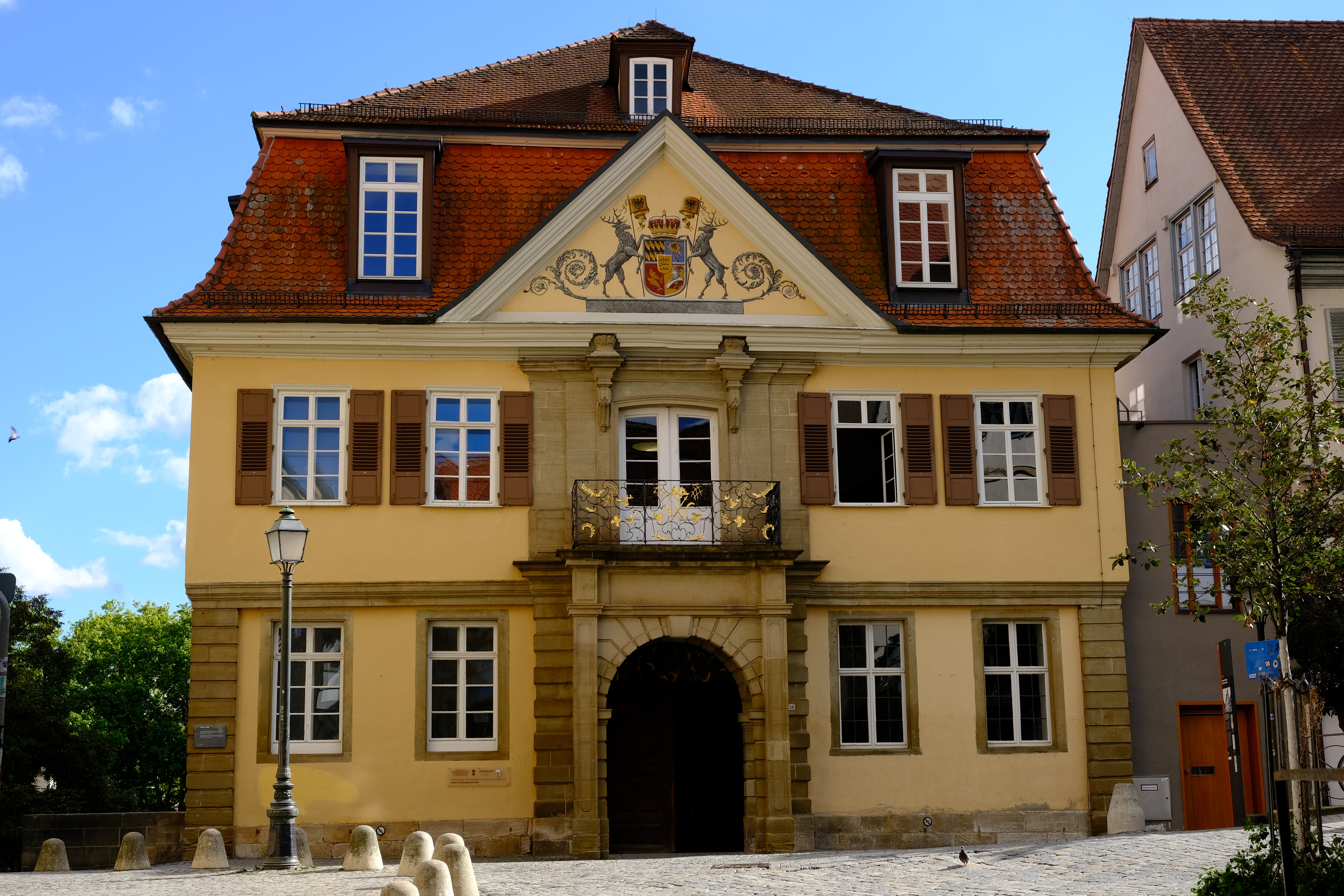
Самое старое здание Тюбингенского университета, рядом с коллегиальной церковью

Тюбингенский университет имени Эберхарда и Карла (нем. Eberhard Karls Universität Tübingen) — государственный исследовательский университет в Тюбингене, земля Баден-Вюртемберг, Германия.
Один из старейших университетов Германии, пользующийся международным признанием в области биологии растений, медицины, права, археологии, древних культур, философии, теологии, гуманитарных наук, а также в последнее время[когда?] как центр передового опыта в области искусственного интеллекта. Известен своим огромным вкладом в либеральное христианское богословие. Тюбинген вместе с Марбургом, Гёттингеном, Фрайбургом и Гейдельбергом входит в пятёрку классических «университетских городов» современной Германии. Среди известных выпускников университета — президенты, комиссары ЕС и судьи Федерального конституционного суда. Университет ассоциируется с одиннадцатью лауреатами Нобелевской премии, в основном в области медицины и химии.

## История
Университет был основан в 1477 году по инициативе графа Вюртембергского Эберхарда «Бородатого», который основал его, вдохновившись развитием образования в эпоху Возрождения во время своего путешествия в Италию. Большую роль в основании университета сыграл воспитатель и советник Эберхарда — Иоганн Науклер, ставший первым ректором, а затем и канцлером университета на долгие годы.
Устав медицинского факультета в 1538 году был составлен ботаником Леонартом Фуксом.
Своё нынешнее название университет получил в 1769 году от вюртембергского герцога Карла Евгения, который добавил своё имя к имени основателя, графа Эберхарда. В 1767 году он стал «вечным ректором» и занимал этот пост до своей смерти в 1793 году.
В 1805 году в самом старом здании университета, построенном в 1478 году, была открыта первая университетская клиника. Помимо четырёх основополагающих факультетов, в 1817 году были созданы факультет католической теологии и факультет политической экономии. В 1863 году Тюбингенский университет первый в Германии получил отдельный факультет естественных наук. Открытие ДНК в 1868 году Фридрих Мишер сделал в Тюбингенском университете. Христиана Нюслайн-Фольхард, первая женщина-лауреат Нобелевской премии по медицине в Германии, также работала в Тюбингене.
Среди выдающихся студентов и профессоров Тюбингена были астроном Иоганн Кеплер, экономист Хорст Кёлер (президент Германии), Йозеф Ратцингер (Папа Бенедикт XVI), поэт Фридрих Гёльдерлин, философы Фридрих Шеллинг и Георг Вильгельм Фридрих Гегель. «Тюбингенской тройкой» называют Гёльдерлина, Гегеля и Шеллинга, которые были соседями по комнате в Тюбингенской семинарии.
Сегодня это один из девяти государственных университетов, финансируемых федеральной землёй Баден-Вюртемберг.

## Университетская клиника Тюбингена
Иоганн Генрих Фердинанд фон Аутенрит в 1805 году открыл психиатрическую клинику, прикреплённую к Тюбингенскому университету. Она прославилась тем, что в 1806—1807 годах в ней лечился Фридрих Гёльдерлин.
Сейчас университетская клиника (нем. Universitätsklinikum Tübingen) — один из ведущих медицинских центров в Германии. Количество медицинского персонала составляет около 9000 человек.
В настоящее время медицинскому факультету кафедры психиатрии и психотерапии принадлежат психиатрические университетские клиники. Были построены Здание факультета детской и ювенильной психиатрии, Дневной стационар «Вильдермутштрассе» (нем. Wildermuthstrasse), Здание клиники для амбулаторных больных Института психиатрии («PIA») и Дневной стационар для пожилых людей, который также является частью этого больничного комплекса.

## Факультеты
В университете существует 7 факультетов:
- Факультет протестантской теологии;
- Факультет католической теологии;
- Юридический факультет;
- Медицинский факультет;
- Факультет гуманитарных наук;
- Факультет экономики и социальных наук;
- Факультет естественных наук.

## Нобелевские лауреаты
Преподаватели и выпускники, удостоенные Нобелевской премии:
- Уильям Рамзай (1904, химия)
- Эдуард Бухнер (1907, химия)
- Карл Фердинанд Браун (1909, физика)
- Фриц Прегль (1923, химия)
- Адольф Бутенандт (1939, химия)
- Ганс Бете (1967, физика)
- Георг Виттиг (1979, химия)
- Хартмут Михель (1988, химия)
- Берт Закман (1991, медицина)
- Христиана Нюслайн-Фольхард (1995, медицина)
- Гюнтер Блобель (1999, медицина)